# LOVE 2000 (hitomiの曲)
「LOVE 2000」（ラブ にせん）は、2000年6月28日に発売されたhitomiの17枚目のシングル。hitomi初のマキシシングルである。
発売元は、avex trax。

## 解説
- 『劇空間プロ野球2000』（日本テレビ）6・7月度と日本シリーズ第2戦イメージソングである。2016年現在、自身最大のロングヒット作品。
- 2000年に開催されたシドニー五輪女子マラソンで優勝した元マラソン選手の高橋尚子は、マラソンの練習中・レース前にこの曲を聴きながらテンションを上げていた。これによりメディアでも取り上げられ、再注目を浴びており、それ以降陸上競技関連のニュースが取り上げられる時は、この曲が流れることもある。
- 日本の高校野球では、現在も応援歌として定番の一曲である。
- avex traxから発売されたライブアイドルのコンピレーション・アルバムEXA IDOL COMPLEX〜Super duper!で、Tick☆tikがカバーした。
- 仮歌の段階で、歌い出しは「春はどこからやってくるのでしょう」だったがhitomi なら『愛』かなと思い、現在の形になった[1]。
- 2021年12月22日に、『Infinity avex Recordシリーズ』の一つとして、6作目のシングル「In the future」との両A面7インチアナログ盤 (AQJH-77510) が発売された[2]。

## 収録曲
全編曲：渡辺善太郎
1. LOVE 2000 (4:25)
（作詞：hitomi、作曲：鎌田雅人）
  - 日本テレビ系『劇空間プロ野球2000』6・7月度、日本シリーズ第2戦と巨人日本一祝勝会のイメージソング
2. REGRET (4:29)
（作詞：hitomi、作曲：渡辺善太郎）
3. アイドルを探せ (3:15)
（作詞：シャルル・アズナブール、作曲：ガーバレンツ・ジョルジュ）
  - シルヴィ・ヴァルタンが歌った1964年のフランス映画『アイドルを探せ』の主題歌のカバー。フランス語。
  - 資生堂「TAPHY」CMソング
  - 歌詞カードには「アイドルを探せ（LA PLUS BELLE POUR ALLER DANSER)」と書かれている。
4. destiny (4:32)
（作詞：hitomi、作曲：鎌田雅人）
  - 朝日放送『ガラスの地球を救え』イメージソング

## 収録アルバム
- LOVE LIFE (#1,2)
- SELF PORTRAIT (#1)
- HTM〜TIARTROP FLES〜 (#3,4)
- peace (#1)

## カバー
LOVE 2000
- 昆夏美 - 2018年、TVアニメ『アニマエール！』第8話挿入歌。iTunes他配信サイトで配信。
- 原紗友里、青木瑠璃子、山下七海 - 2022年、アルバム『CINDERELLA PARTY! デレぱにぱにック＆デレパノココロ ～信じられないくらい素敵なCD～』に収録。
- 八奈見杏菜（遠野ひかる） - 2024年、TVアニメ『負けヒロインが多すぎる！』エンディングテーマ。2024年9月25日発売のアルバム『「負けヒロインが多すぎる!」マケイン応援!カバーソングコレクション』に収録。

## LOVE 2020
「LOVE 2020」（ラブ2020）は、日本の歌手・hitomiのデジタル・ダウンロードシングル。2019年6月28日に音楽配信された。

### 解説
- 2000年に開催された、シドニーオリンピック女子マラソン金メダリストの高橋尚子が愛聴していた楽曲として、当時話題となった「LOVE 2000」のセルフリメイク[3]。
- hitomiは「LOVE 2020」について「純粋に今の自分が約20年の時間の中で変化していった気持ちや、愛についてを書いた」と語っている[3]。
- MVはhitomiが『いろんな時代の女性に七変身』する作品になっている[3]。
- 制作背景としては、スタッフから「もう新曲とかいらないよね」「もし人に聴いてもらうんだったら『LOVE 2020』のほうが聴いてもらえるんじゃない？」と言われた事を明かしている[4]。